# Élections sénatoriales de 2023 dans la Loire
Les élections sénatoriales dans la Loire ont lieu le dimanche 24 septembre 2023. Elles ont pour but d'élire les sénateurs représentant le département au Sénat pour un mandat de six années.

## Contexte départemental
Lors des élections sénatoriales de 2017 dans la Loire, quatre sénateurs ont été élus selon un mode de scrutin proportionnel : un LR, Bernard Bonne, une PCF, Cécile Cukierman, un DVD, Bernard Fournier et un PS, Jean-Claude Tissot.
Depuis, tous les effectifs du collège électoral des grands électeurs ont été renouvelés, avec les élections législatives de 2022, les élections régionales de 2021, les élections départementales de 2021 et les élections municipales de 2020.

## Sénateurs sortants
| Sénateur | Sénateur           | Parti | Fonctions lors de l'élection en 2017      |
| -------- | ------------------ | ----- | ----------------------------------------- |
|          | Cécile Cukierman   | PCF   | Sénatrice sortante, conseillère régionale |
|          | Jean-Claude Tissot | PS    | Maire de Saint-Marcel-de-Félines          |
|          | Bernard Fournier   | LR    | Sénateur sortant                          |
|          | Bernard Bonne      | LR    | Président du conseil départemental        |

## Présentation des listes et des candidats
Les nouveaux représentants sont élus pour une législature de 6 ans au suffrage universel indirect par les 1 770 grands électeurs du département. Dans la Loire, les sénateurs sont élus au scrutin proportionnel plurinominal. Leur nombre reste inchangé, quatre sénateurs sont à élire et six candidats doivent être présentés sur la liste pour qu'elle soit validée. Chaque liste de candidats est obligatoirement paritaire et alterne entre les hommes et les femmes.

### Liste Rassemblement national conduite par Michel Lucas
| N° | Candidats | Candidats         | Parti | Nuance | Principales fonctions |
| -- | --------- | ----------------- | ----- | ------ | --------------------- |
| 01 |           | Michel Lucas      | RN    | RN     | Conseiller régional   |
| 02 |           | Angelina La Marca | RN    | RN     |                       |
| 03 |           | Hervé Breuil      | RN    | RN     |                       |
| 04 |           | Sandrine Granger  | RN    | RN     |                       |
|    |           |                   |       |        |                       |
| 05 |           | Grégoire Granger  | RN    | RN     |                       |
| 06 |           | Michèle Lefèvre   | RN    | RN     |                       |

### Liste Union de la droite conduite par Hervé Reynaud
| N° | Candidats | Candidats          | Parti | Nuance | Principales fonctions                                   |
| -- | --------- | ------------------ | ----- | ------ | ------------------------------------------------------- |
| 01 |           | Hervé Reynaud      | LR    | LR     | Conseiller départemental, maire de Saint-Chamond        |
| 02 |           | Clotilde Robin     | LR    | LR     | Conseillère départementale, adjointe au maire de Roanne |
| 03 |           | Olivier Joly       | SE    | DVD    | Maire de Saint-Just-Saint-Rambert                       |
| 04 |           | Valérie Peysselon  | SE    | DVD    | Conseillère départementale, maire de Vérin              |
|    |           |                    |       |        |                                                         |
| 05 |           | Marc Lappalus      | SE    | DVD    | Maire de Cuinzier                                       |
| 06 |           | Véronique Chaverot | LR    | LR     | Conseillère départementale, maire de Violay             |

### Liste Divers droite conduite par Pierre-Jean Rochette
| N° | Candidats | Candidats             | Parti | Nuance | Principales fonctions                              |
| -- | --------- | --------------------- | ----- | ------ | -------------------------------------------------- |
| 01 |           | Pierre-Jean Rochette  | SE    | DVD    | Conseiller départemental, maire de Boën-sur-Lignon |
| 02 |           | Geneviève Mandon      | SE    | DVD    | Adjointe au maire de Saint-Genest-Malifaux         |
| 03 |           | Patrick Ledieu        | SE    | DVD    | Maire de Saint-Bonnet-le-Château                   |
| 04 |           | Marie-Antoinette Beny | SE    | DVD    | Adjointe au maire de Montrond-les-Bains            |
|    |           |                       |       |        |                                                    |
| 05 |           | Ludovic Bouttet       | SE    | DVD    | Maire de Saint-Georges-de-Baroille                 |
| 06 |           | Marie-Thérèse Giry    | SE    | DVD    | Maire de Cezay                                     |

### Liste Divers gauche conduite par Jean-Claude Tissot
| N° | Candidats | Candidats          | Parti | Nuance | Principales fonctions                                             |
| -- | --------- | ------------------ | ----- | ------ | ----------------------------------------------------------------- |
| 01 |           | Jean-Claude Tissot | PS    | SOC    | Sénateur sortant, conseiller municipal de Saint-Marcel-de-Félines |
| 02 |           | Isabelle Dumestre  | PS    | SOC    | Conseillère municipale de Saint-Étienne                           |
| 03 |           | Éric Michaud       | PS    | SOC    | Adjoint au maire de Riorges                                       |
| 04 |           | Martine Roffat     | SE    | DVG    | Maire de Saint-André-d'Apchon                                     |
|    |           |                    |       |        |                                                                   |
| 05 |           | Philippe Heitz     | SE    | DVG    | Maire de Burdignes                                                |
| 06 |           | Lorraine Roux      | SE    | DVG    | Maire de Chausseterre                                             |

### Liste Europe Écologie Les Verts conduite par Julie Tokhi
| N° | Candidats | Candidats         | Parti | Nuance | Principales fonctions                   |
| -- | --------- | ----------------- | ----- | ------ | --------------------------------------- |
| 01 |           | Julie Tokhi       | EÉLV  | VEC    | Conseillère municipale de Saint-Étienne |
| 02 |           | Julien Chanelière | EÉLV  | VEC    | Adjoint au maire de Rive-de-Gier        |
| 03 |           | Patricia Simonin  | EÉLV  | VEC    | Conseillère municipale de Saint-Chamond |
| 04 |           | Gérard Peycelon   | GE    | DVG    | Conseiller municipal de Sury-le-Comtal  |
|    |           |                   |       |        |                                         |
| 05 |           | Claire Peillod    | EELV  | VEC    |                                         |
| 06 |           | Jean Duverger     | GE    | DVG    | Conseiller municipal de Saint-Étienne   |

### Liste Parti communiste français conduite par Cécile Cukierman
| N° | Candidats | Candidats          | Parti | Nuance | Principales fonctions                        |
| -- | --------- | ------------------ | ----- | ------ | -------------------------------------------- |
| 01 |           | Cécile Cukierman   | PCF   | COM    | Sénatrice sortante, conseillère régionale    |
| 02 |           | Dominique Fraise   | SE    | DVG    | Maire de Saint-Polgues                       |
| 03 |           | Linda Mollon       | SE    | DVG    | Adjointe au maire de Saint-Etienne-le-Molard |
| 04 |           | André Vermeersch   | SE    | DVG    | Maire de Saint-Régis-du-Coin                 |
|    |           |                    |       |        |                                              |
| 05 |           | Christine Araneo   | SE    | DVG    | Maire de Saint-Martin-d’Estréaux             |
| 06 |           | Jean-Alain Barrier | PCF   | DVG    | Maire de Farnay                              |

### Liste La France insoumise conduite par Ismaël Stevenson
| N° | Candidats | Candidats         | Parti | Nuance | Principales fonctions |
| -- | --------- | ----------------- | ----- | ------ | --------------------- |
| 01 |           | Ismaël Stevenson  | LFI   | FI     |                       |
| 02 |           | Valentine Mercier | LFI   | FI     |                       |
| 03 |           | Olivier Decret    | LFI   | FI     |                       |
| 04 |           | Ghislaine Jarrige | POI   | EXG    |                       |
|    |           |                   |       |        |                       |
| 05 |           | Cyril Poncet      | LFI   | FI     |                       |
| 06 |           | Coline Caniard    | LFI   | FI     |                       |

## Résultats
| Tête de liste                                  | Tête de liste            | Liste                          | Voix  | %     | Sièges | +/-           |
| ---------------------------------------------- | ------------------------ | ------------------------------ | ----- | ----- | ------ | ------------- |
|                                                | Hervé Reynaud            | Union de la droite (LR)        | 604   | 33,08 | 1      | 1             |
| Ensemble pour la Loire                         |                          |                                | 604   | 33,08 | 1      | 1             |
|                                                | Jean-Claude Tissot       | Divers gauche (PS)             | 408   | 22,34 | 1      | en stagnation |
| Agir pour la Loire                             |                          |                                | 408   | 22,34 | 1      | en stagnation |
|                                                | Pierre-Jean Rochette     | Divers droite                  | 322   | 17,63 | 1      | 1             |
| La Loire Haut et fort                          |                          |                                | 322   | 17,63 | 1      | 1             |
|                                                | Cécile Cukierman         | Divers gauche (PCF)            | 313   | 17,14 | 1      | en stagnation |
| Pour nos communes et l'égalité des territoires |                          |                                | 313   | 17,14 | 1      | en stagnation |
|                                                | Michel Lucas             | Rassemblement national         | 104   | 5,70  | 0      | en stagnation |
| Au service des communes pour défendre la Loire |                          |                                | 104   | 5,70  | 0      | en stagnation |
|                                                | Julie Tokhi              | Europe Écologie Les Verts (GÉ) | 59    | 3,23  | 0      | en stagnation |
| La transition, maintenant !                    |                          |                                | 59    | 3,23  | 0      | en stagnation |
|                                                | Ismaël Stevenson         | La France insoumise (POI)      | 16    | 0,88  | 0      | en stagnation |
| Loire union populaire écologique et sociale    |                          |                                | 16    | 0,88  | 0      | en stagnation |
|                                                |                          |                                |       |       |        |               |
| Suffrages exprimés                             | Suffrages exprimés       | Suffrages exprimés             | 1 826 | 98,86 |        |               |
| Votes invalides                                | Votes invalides          | Votes invalides                | 9     | 0,49  |        |               |
| Votes blancs                                   | Votes blancs             | Votes blancs                   | 12    | 0,65  |        |               |
| Total                                          | Total                    | Total                          | 1847  | 100   | 4      | en stagnation |
| Abstentions                                    | Abstentions              | Abstentions                    | 18    | 0,97  |        |               |
| Inscrits / participation                       | Inscrits / participation | Inscrits / participation       | 1 865 | 99,03 |        |               |

## Sénateurs élus
| Sénateur | Sénateur             | Parti | Nuance |
| -------- | -------------------- | ----- | ------ |
|          | Hervé Reynaud        | LR    | LR     |
|          | Pierre-Jean Rochette | SE    | DVD    |
|          | Jean-Claude Tissot   | PS    | SOC    |
|          | Cécile Cukierman     | PCF   | COM    |